# Rangrim
Rangrim (lub też Nangnim) – pasmo górskie w środkowej części Korei Północnej, rozciągające się południkowo na zachód od płaskowyżu Kaema. Góry są źródłem kilku głównych rzek w Korei Północnej, takich jak Taedong-gang oraz Ch’ŏngch’ŏn-gang. Najwyższy szczyt Wagal-bong osiąga wysokość 2260 m n.p.m.